# I Love (minialbum)
I Love – piąty minialbum południowokoreańskiej grupy (G)I-dle, wydany 17 października 2022 roku przez wytwórnię Cube Entertainment. Płytę promował singel „Nxde”.

## Lista utworów
| CD | CD                        | CD                      | CD                                                        | CD                     | CD      |
| Nr | Tytuł utworu              | Tekst                   | Kompozycja                                                | Aranżacja              | Długość |
| -- | ------------------------- | ----------------------- | --------------------------------------------------------- | ---------------------- | ------- |
| 1. | „Nxde”                    | Soyeon                  | Soyeon, Pop Time, Kako                                    | Soyeon, Pop Time, Kako | 2:58    |
| 2. | „Love”                    | Soyeon                  | Soyeon, Big Sancho (YummyTone)                            | Big Sancho, Soyeon     | 3:17    |
| 3. | „Change”                  | Minnie, Soyeon          | Minnie, BreadBeat                                         | BreadBeat              | 3:24    |
| 4. | „Reset”                   | Soyeon                  | Yuqi, Boytoy (Blatinum), Disko (Blatinum), PLZ (Blatinum) | Yuqi, Boytoy, Disko    | 3:02    |
| 5. | „Sculpture” (kor. 조각품) | Soyeon, Minnie, Houdini | Minnie, Houdini                                           | Houdini, Lo (Raw)      | 3:06    |
| 6. | „Dark (X-File)”           | Soyeon                  | Yuqi, Siixk Jun                                           | Siixk Jun              | 2:45    |

## Notowania
| Lista                                 | Pozycja |
| ------------------------------------- | ------- |
| South Korean Albums (Circle)          | 1       |
| Belgian Albums (Ultratop Flanders)    | 24      |
| Belgian Albums (Ultratop Wallonia)    | 58      |
| Croatia International Albums (HDU)    | 7       |
| German Albums (Offizielle Top 100)    | 70      |
| Japanese Albums (Oricon)              | 20      |
| Japanese Combined Albums (Oricon)     | 21      |
| Japanese Hot Albums (Billboard Japan) | 85      |
| UK Digital Albums (OCC)               | 75      |
| US Billboard 200                      | 71      |
| US World Albums (Billboard)           | 4       |

## Nagrody w programach muzycznych
| Program                | Data                 | Źródło |
| ---------------------- | -------------------- | ------ |
| The Show (SBS MTV)     | 25 października 2022 | [ 11 ] |
| Show Champion (MBC M)  | 26 października 2022 | [ 12 ] |
| Show Champion (MBC M)  | 9 listopada 2022     | [ 13 ] |
| M Countdown (Mnet)     | 27 października 2022 | [ 14 ] |
| Music Bank (KBS2)      | 28 października 2022 | [ 15 ] |
| Show! Music Core (MBC) | 29 października 2022 | [ 16 ] |
| Show! Music Core (MBC) | 12 listopada 2022    | [ 17 ] |
| Show! Music Core (MBC) | 19 listopada 2022    | [ 18 ] |
| Inkigayo (SBS)         | 6 listopada 2022     | [ 19 ] |
| Inkigayo (SBS)         | 13 listopada 2022    | [ 20 ] |
| Inkigayo (SBS)         | 20 listopada 2022    | [ 21 ] |

## Sprzedaż
| Kraj             | Sprzedaż |
| ---------------- | -------- |
| Korea Południowa | 824 113  |
| Japonia          | 5463     |
| USA              | 12 000   |